# Wendi McLendon-Covey
Wendi Anne McLendon-Covey (Bellflower, 10 ottobre 1969) è un'attrice statunitense, nota per il suo ruolo di Deputy Clementine Johnson nella serie televisiva Reno 911! e quello di Beverly Goldberg nella sit-com della ABC The Goldbergs.

## Biografia
Laureata in studi liberali e scrittura creativa presso la California State University di Long Beach, il suo debutto cinematografico risale al 2005 nel film Vita da strega.
È sposata dal 1996 con il produttore Greg Covey, da cui ha preso il cognome.

## Filmografia parziale

### Cinema
- Vita da strega (Bewitched), regia di Nora Ephron (2005)
- Cook-Off!, regia di Cathryn Michon e Guy Shalem (2007)
- Reno 911!: Miami, regia di Robert Ben Garant (2007)
- La sposa fantasma (Over Her Dead Body), regia di Jeff Lowell (2008)
- Zampa e la magia del Natale (The Search for Santa Paws), regia di Robert Vince (2010)
- Le amiche della sposa (Bridesmaids), regia di Paul Feig (2011)
- Che cosa aspettarsi quando si aspetta (What to Expect When You're Expecting), regia di Kirk Jones (2012)
- Magic Mike, regia di Steven Soderbergh (2012)
- Cuban Fury, regia di James Griffiths (2014)
- Insieme per forza (Blended), regia di Frank Coraci (2014)
- La guerra dei sessi - Think Like a Man Too (Think Like a Man Too), regia di Tim Story (2014)
- Natale con i tuoi (A Merry Friggin' Christmas), regia di Tristram Shapeero (2014)
- Il club delle madri single (The Single Moms Club), regia di Tyler Perry (2014)
- Hello, My Name Is Doris, regia di Michael Showalter (2015)
- Io, Dio e Bin Laden (Army of One), regia di Larry Charles (2016)
- The Silent Man (Mark Felt: The Man Who Brought Down the White House), regia di Peter Landesman (2017)
- Speech & Debate, regia di Dan Harris (2017)
- Piccoli brividi 2 - I fantasmi di Halloween (Goosebumps 2: Haunted Halloween), regia di Ari Sandel (2018)
- What Men Want - Quello che gli uomini vogliono (What Men Want), regia di Adam Shankman (2019)
- Sylvie's Love, regia di Eugene Ashe (2020)
- Barb e Star vanno a Vista Del Mar (Barb & Star Go to Vista Del Mar), regia di Josh Greenbaum (2021)

### Televisione
- Reno 911! – serie TV, 94 episodi (2003-2008, 2020-in corso)
- Greek - La confraternita (Greek) – serie TV, episodio 1x22 (2008)
- The Office – serie TV, episodio 5x08 (2008)
- Le regole dell'amore (Rules of Engagement) – serie TV, 14 episodi (2010-2013)
- Modern Family – serie TV, episodi 4x02-4x18 (2012-2013)
- Hot in Cleveland – serie TV, episodio 3x08 (2012)
- The Goldbergs – serie TV, 170 episodi (2013-2023)
- Crossing Swords – serie animata, 5 episodi (2020-in corso) – voce
- M.O.D.O.K. – serie animata, 6 episodi (2021) – voce

## Doppiatrici italiane
Nelle versioni in italiano delle opere in cui ha recitato, Wendi McLendon-Covey è stata doppiata da:
- Daniela Calò in Agenzia matrimoniale Lovespring International, Piccoli brividi 2 - I fantasmi di Halloween
- Anna Cesareni in Reno 911!, Reno 911!: Miami, Reno 911! - Alla ricerca di QAnon, Insieme per forza
- Francesca Fiorentini in The Goldbergs, Hello, My Name Is Doris
- Claudia Catani in Io, Dio e Bin Laden
- Cristiana Lionello ne Le amiche della sposa
- Claudia Razzi in Zampa e la magia del Natale
- Roberta Pellini in Modern Family
- Laura Romano in The Silent Man

Da doppiatrice è sostituita da:
- Daniela Calò in Elemental
- Claudia Catani in M.O.D.O.K.
- Paola Majano in I Greens in città